# Rich Communication Suite
Rich Communication Suite lub joyn (pisane małą literą) – standard komunikacji mobilnej, będący marketingową nazwą zestawu usług stworzonych w ramach prac organizacji standaryzacyjnej GSMA pod nazwą Rich Communication Suite enhanced (RCS-e). 
Standard pozwala na: 
- chat i chat w grupie,
- przesyłanie plików dowolnego typu pomiędzy użytkownikami,
- wzbogacenie standardowego połączenia głosowego strumieniem wideo wysokiej jakości pochodzącego z kamery jednego z telefonów,
- informację w czasie rzeczywistym o dostępności poszczególnych usług po drugiej stronie,
- komunikację poprzez numer telefonu, bez potrzeby wymiany specjalnych identyfikatorów czy dodatkowych numerów,
- korzystanie z usług zaraz po kupnie telefonu.

## Historia RCS-a
Pierwsza wersja standardu RCS (RCS 1.0) opublikowana została w grudniu 2008 roku. 
Druga (RCS 2.0), rozszerzająca standard o m.in. dostęp szerokopasmowy pojawiła się w czerwcu 2009 roku. Kolejna, trzecia wersja (RCS 3.0) opublikowana została w grudniu 2009 roku. 
W lutym 2011 roku GSMA opublikowało czwartą (RCS 4.0) wersję standardu.
Ponieważ nowe wersje pojawiały się bardzo szybko i dostawcy nie byli w stanie dostarczać produktów, operatorzy nie mogli świadczyć usług w oparciu o RCS. 
Grupa pięciu największych operatorów świata (G5: Deutsche Telekom, France Telekom, Telecom Italia, Telefónica i Vodafone) postanowiła uprościć nieco standard, jednocześnie deklarując się, że każdy z członków G5 wdroży usługę w nowej postaci. Owocem tych prac była specyfikacja RCS-e opublikowana w kwietniu 2011 roku (RCS-e 1.1) Z jednej strony upraszczała ona RCS, z drugiej strony dodawała kilka nowości (m.in. w czacie czy w sposobie konfiguracji i zakładania kont /automatycznie/). 
RCS-e również ewoluował i powstały wersje RCS-e 1.2 (już pod skrzydłami GSMA), RCS-e 1.2.1 i ostatecznie RCS-e 1.2.2 w lipcu 2012 roku.
Na podstawie doświadczeń operatów hiszpańskich GSMA opublikowało w sierpniu 2012 dodatkowy dokument (RCS-e Implementation Guidelines), który nie jest oficjalnie częścią standardu, ale raczej wskazówkami implementacyjnymi dla operatorów i dostawców telefonów. 
W kwietniu 2012 pojawiła się piąta wersja standardu (RCS 5.0, potem 5.1 i 5.2), która zastąpiła RCS-e.

## Nazwajoyn
Nazwa joyn została wybrana przez GSMA i ogłoszona na Mobile World Congress 2012 w Barcelonie. 
Joyn jest znakiem towarowym GSMA i może być wykorzystywany bez uiszczania opłat, ale jedynie przez podmioty, które przeszły tzw. akredytację (sieci lub klienta). Polega ona na przeprowadzeniu szeregu testów działania pomiędzy testowaną siecią lub klientem a siecią lub klientem mającym już akredytację.

## Charakterystyki joyn
Charakterystykami joyn są:
- działanie w oparciu o numer telefonu (MSISDN) - nie ma potrzeby wymiany dodatkowych nazw użytkownika, numerów usług czy adresów mailowych
- zadeklarowane wsparcie od producentów telefonów - dzięki temu nie będzie istniała konieczność ściągania żadnych dodatkowych aplikacji. Następujący producenci telefonów deklarują wsparcie dla joyn: Samsung, HTC, LG, Sony, Nokia, Motorola, Huawei, RIM (Blackberry) oraz ZTE.
- automatyczna konfiguracja i zakładanie konta w serwisie - wszystko odbywa się w tle, niewidocznie dla użytkownika. Sprawia to, że aby używać usługi wystarczy włączyć nowo zakupiony telefon (jak w przypadku SMS)
- działanie pomiędzy sieciami operatorów - usługi nie są ograniczone do jednej sieci, docelowo wszyscy operatorzy będą wspierać joyn

## Dostępność u operatorów i producentów telefonów
Pierwszym operatorem na świecie oferującym joyn był hiszpański oddział Vodafone. Wkrótce hiszpańska Telefonica (pod nazwą Movistar) udostępniła usługę dla swoich klientów. Kolejną siecią miał być hiszpański Orange, jednak z niewiadomych powodów uruchomienie zostało opóźnione.
Druga fala startów joyn to Niemcy i Vodafone i planowany na grudzień 2012 Telekom Deutschland (z grupy Deutsche Telekom). 
Usługa joyn jest nowym standardem w komunikacji mobilnej i ma być obecna pośród wielu komunikatorów używanych już na rynku smartfonów.
W Polsce wsparcie RCS oferują swoim klientom następujące sieci: Orange, T-Mobile, Polkomtel (Plus) oraz w ograniczonym zakresie P4 (Play) dla wybranych modeli smartfonów i wewnątrz sieci macierzystej. 